# 樊林
樊林（1939年—），女，山西原平人，中国美术家，曾任中国连环画出版社编辑室主任。